# Erfreute Zeit im neuen Bunde, BWV 83
Erfreute Zeit in neunen Bunde, BWV 83 (Temps joiós de la nova Aliança), és una cantata religiosa de Johann Sebastian Bach per a la festa de la Purificació de Maria, estrenada a Leipzig el 2 de febrer de 1724.

## Origen i context
D'autor anònim, empra versicles del càntic Nunc dimitis de l'evangeli del dia (Lluc 2, 29-31) en el recitatiu del número 2, i la quarta estrofa de l'himne de Luter, Mit Fried und Freud ich fahr dahin de l'any 1524. Igual que la cantata anterior en el catàleg BWV 82, destinada també a la Festa de la Candelera, el tema principal és la contemplació de la mort; pertany al cicle de cantates corals de 1724/25, i el dia de la seva estrena fou interpretada al matí a l'església de Sant Nicolau i al vespre a la de Sant Tomàs. Per a aquesta festivitat de la Candelera es conserven la BWV 82, la BWV 125 i la BWV 200, si bé les BWV 157, BWV 158 i la BWV 161, s'interpretaren, ocasionalment, aquest dia.

## Anàlisi
Obra escrita per a contralt, tenor, baix i cor; dos trompes, dos oboès, corda i baix continu. Consta de cinc números.
1. Ària (contralt): Erfreute Zeit in neunen Bunde ((Temps joiós de la nova Aliança)
2. Ària i recitatiu (baix): Herr, nun lässest du deinen Diener in Friede fahren (Ara, Senyor, deixeu anar vostre servent en pau)
3. Ària (tenor): Eile, Herz, voll Freudigkeit (Corre, cor, sadolla’t de joia)
4. Recitatiu (contralt): Ja, merkt dein Glaube noch viel Finsternis” (Sí, tot i que la teva fe encara copsa molt de foscor,)
5. Coral:  Es ist das Heil und selig Licht (Aquesta és la benaurada llum salvadora)

L'ària de contralt inicial està plenament articulada amb el text i comença, per tant, amb un tema ple de joia interpretat per tota l'orquestra, després la veu, exposa l'oposició entre les paraules Erfreute Zeit (Temps joiosos) i letzen Stunden (al darrer moment), les primeres vocalitzades clarament i les segones molt més lentes. En el segon número es troben el baix, les cordes a l'uníson i el continu amb el text del càntic ben conegut de Simeó: Herr, nun lässest du deinen Diener in Friede fahren, wie du gesaget hast (Ara, Senyor, deixeu anar vostre servent en pau, segons la vostra paraula). La veu arrenca sobre la corda que entona un salm que fa de cantus firmus entre les cordes i el continu que funcionen com un cànon. El número 3 és una ària de tenor amb el violí solista el qual – al voltant de Eile, Herz, voll Freudigkeit, Vor den Gnadenstuhl zu treten (Corre, cor, sadolla’t de joia,Ves i entra al Tron del perdó!) – toca un seguit de tresets mentre que la veu fa unes vocalitzacions intenses i repetides. El recitatiu de contralt, que de fet és l'únic de la cantata, porta al coral final amb el text i música del mateix Luter indicat. Té una durada aproximada d'uns vint minuts.

## Discografia seleccionada
- J.S. Bach: Das Kantatenwerk. Sacred Cantatas Vol. 5. Nikolaus Harnoncourt, Chorus Viennensis (Hans Gillesberger, director), Concentus Musicus Wien, Kurt Equiluz, Max van Egmond. (Teldec), 1994.
- J.S. Bach: The complete live recordings from the Bach Cantata Pilgrimage. CD 8: Priory Church, Christchurch, Doret; 2 de febrer de 2000. John Eliot Gardiner, Monteverdi Choir, English Baroque Soloists, Robin Tyson, Paul Agnew, Peter Harvey. (Soli Deo Gloria), 2013.
- J.S. Bach: Complete Cantatas Vol. 8. Ton Koopman, Amsterdam Baroque Orchestra & Choir, Elisabeth von Magnus, Jörg Dürmülle, Klaus Mertens. (Challenge Classics), 2005.
- J.S. Bach: Cantatas Vol. 21. Masaaki Suzuki, Bach Collegium Japan, Robin Blaze, James Gilchrist, Peter Kooy. (BIS), 2003.
- J.S. Bach: Church Cantatas Vol. 27. Helmuth Rilling, Gächinger Kantorei, Bach-Collegium Stuttgart, Helen Watts, Adalbert Kraus, Walter Heldwein. (Hänssler), 1999.